# Nogometna reprezentacija Arube
Nogometna reprezentacija Arube predstavlja Arubu u nogometu, te je pod kontrolom nogometnog saveza Arube. Do sada se nisu kvalificirali niti na jedno međunarodno natjecanje. 

## Nastupi naSvjetskim prvenstvima
- 1930. – 1986. - nisu nastupali, dio Nizozemskih Antila
- 1990. – 1994. - nisu nastupali
- 1998. – 2014. - nisu se kvalificirali

## Nastupi naGold Cupu
- 1991. - nisu se natjecali
- 1993. - odustali
- 1996. – 2003. - nisu se kvalificirali
- 2005. - odustali
- 2007. - nisu se natjecali
- 2009. - nisu se kvalificirali
- 2011. - nisu se natjecali
- 2013. - nisu se kvalificirali

## Trenutačni sastav
| #  | Igrač                    | Pozicija               | Nadnevak rođenja    | Nastupi (golovi) | Klub                         |
| -- | ------------------------ | ---------------------- | ------------------- | ---------------- | ---------------------------- |
| 1  | Jeffrey Werleman         | vratar                 | 30. rujna 1983.     | 25 (0)           | Aruba SV La Fama             |
| 12 | Mark Kosten              | vratar                 | 18. srpnja 1991.    | ? (0)            | ?                            |
| 2  | Regilio 'Gio' Kartoredjo | stoper                 |                     | 4                | Aruba SV Britannia           |
| 3  | Jesus Paesch             | desni branič           | 10. rujna 1986.     | 2 (0)            | SAD Roberts Wesleyan College |
| 6  | Francois Croes           | lijevi branič / Stoper | 11. listopada 1990. | 3 (0)            | Aruba SV Estrella            |
| 4  | Raymond Tromp            | stoper                 |                     | 2 (0)            | Aruba SV Britannia           |
| 4  | Giovanni Thode           | stoper                 |                     | 2 (0)            | Aruba SV Racing Club Aruba   |
|    | Ikel Lopez               | lijevi branič          | 16. veljače 1979.   | 1 (0)            | Aruba SV Estrella            |
| 6  | Theric Ruiz              | središnji vezni        | 18. rujna 1984.     | 6 (1)            | Aruba SV Deportivo Nacional  |
| 6  | Harmannus Ridderbos      | središnji vezni        |                     | 3 (0)            | Aruba SV Jong Aruba          |
| 6  | Jonathan Oduber          | središnji vezni        | 07. listopada 1985. | 3 (0)            | Aruba SV Estrella            |
| 8  | Clayon Maduro            | lijevo krilo           | 5. ožujka 1989.     | 2                | ?                            |
| 8  | Henry Tromp              | lijevo krilo           | 11. siječnja 1976.  |                  | Aruba SV Deportivo Nacional  |
| 8  | Albert Grovell           | lijevo krilo           | 26. siječnja 1989.  | 2                | Aruba SV Riverplate          |
| 13 | Aldrick Connor           | središnji vezni        |                     | 2                | Aruba SV Riverplate          |
| 16 | Sylvester Schwengle      | desno krilo            | 20 srpnja 1988.     | 4                | Aruba SV La Fama             |
| 16 | Rodney Lake              | desno krilo            | 16. rujna 1979.     | 4 (0)            | Aruba SV Britannia           |
| 9  | Maurice Escalona         | napadač                | 27. siječnja 1980.  | 5 (2)            | Aruba SV Britannia           |
| 10 | Carlos Quandt            | napadač                |                     | 1 (0)            | Aruba SV Riverplate          |
| 11 | Jelano Cruden            | napadač                | 7. srpnja 1988.     | 3                | Aruba SV Riverplate          |
| 17 | Marwin Ignacio           | napadač                | 23 travnja 1990.    | 1 (0)            | Aruba SV Dakota              |
| 18 | Lionel Tromp             | napadač                | 19 travnja 1984.    |                  | Aruba SV La Fama             |

## Izbornici
| Godine           | Drž. | Izbornici        |
| ---------------- | ---- | ---------------- |
| 1995.            |      | René Notten      |
| 1996.            |      | Ángel Botta      |
| 2000.            |      | Marco Rasmijn    |
| 2004.            |      | Marcelo Muñoz    |
| 2004. – 2006.    |      | Azing Griever    |
| 2008. – 2010.    |      | Marcelo Muñoz    |
| 2010. – 2012.    |      | Epi Albertus     |
| 2013. – 2015.    |      | Giovanni Franken |
| 2015. – trenutno |      | Rini Coolen      |

## Vanjske poveznice
- Reprezentacija 2008.  Arhivirana inačica izvorne stranice od 13. travnja 2009. (Wayback Machine)